# 더 스트롱기스트
더 스트롱기스트(The Strongest)는 볼리비아 라파스를 연고로 하는 축구 클럽이다. 이 팀은 1908년 4월 8일에 창단 되었으며 현재는 리가 데 풋볼 프로페시오날 볼리비아노에 참가하고 있다.

## 2023 시즌
현재 20경기 13승 3무 4패로 선두를 달리고 있다.

## 선수 명단

### 현역
참고: FIFA 자격 규정에 따라 소속된 국가대표팀 국기를 표시합니다. 선수는 복수의 FIFA 비회원국 국적을 가지고 있을 수 있습니다.
| 번호 | 포지션 | 국적 | 이름              |
| ---- | ------ | ---- | ----------------- |
| 11   | FW     |      | 엔리케 트리베리오 |
| 17   | MF     |      | 레오넬 로페즈     |

| 번호 | 포지션 | 국적 | 이름 |
| ---- | ------ | ---- | ---- |

## 역대 감독
| 감독                | 임기 |
| ------------------- | ---- |
| 라미로 블라쿠트     | 1994 |
| 라미로 블라쿠트     | 1996 |
| 마리오 켐페스       | 1999 |
| 클라우디오 비아지오 | 2022 |
| 히카르두 포르모지뉴 | 2023 |